# Andrés Unger
Andrés Unger Salazar es un poeta peruano de la Generación de los 80.

## Datos biográficos
Andrés Unger nació en Lima, Perú, en 1959. Es hijo del periodista Tomás Unger. Realizó un doctorado en la especialidad de Literatura Hispana en la Universidad de París VIII Vincennes-Saint-Denis. Ha ejercido diversos oficios, entre otros el de taxista en Nueva York, profesor universitario, traductor y profesor de idiomas en Fráncfort del Meno, Zaragoza, Madrid y Barcelona, y periodista en Fráncfort del Meno. Después de residir algunos años ejerciendo el periodismo en el Reino Unido, Francia, Alemania y Estados Unidos de América, reside en España donde se dedica a la docencia y la literatura. Ha publicado poemas en las revistas Turia y El Invisible Anillo, y diversos artículos en medios como Boletín de la Academia Peruana de la Lengua, Lexis, Revista Chilena de Literatura, Malandragem, y Acta Hispánica. Como escritor, ha sido invitado a residir en la Maison des Écrivains Étrangers et des Traducteurs (MEET) de Saint-Nazaire en 1988, y en la Casa del Poeta de Trasmoz en 2008. Como traductor, ha trabajado para diversas agencias e instituciones, entre ellas la Organización de las Naciones Unidas.

## Obras

### Poesía
- La casa penada. Lima: Ediciones Arte Reda, 1986.
- El aire. Lima: Caligraph, 1988.
- Saint-Nazaire. Edición bilingüe español-francés. Saint-Nazaire: Arcane 17, 1991. ISBN 2-903945-76-5
- Con cuerpo y con memoria. Madrid: separata de la revista Malvís, Nº 9-10, marzo de 1991. (Colección Rectángulo de Agua). Puede leerse aquí
- Visiones. Colofón de Manuel Vilas. Zaragoza: Olifante Ediciones de Poesía, 2002. (Colección Olifante; 52). ISBN 84-85815-44-0